# Sobota (Basse-Silésie)
Pour les articles homonymes, voir Sobota.
Sobota est une localité polonaise de la gmina et du powiat de Lwówek Śląski en voïvodie de Basse-Silésie.